# Proxymétacaïne
La proxymétacaïne (DCI), aussi nommée kéracaïne ou proparacaïne, est un anesthésique local de type ester.

## Propriétés
Sous forme de chlorhydrate, la proxymétacaïne est une poudre blanche amorphe, soluble dans l'eau en donnant une solution légèrement acide.

## Indications
En médecine humaine et vétérinaire, le chlorhydrate de proxymétacaïne est utilisé comme anesthésique de surface en instillation dans l'œil, en solution à la concentration de 0,5 %. L'anesthésie obtenue en une vingtaine de secondes, pour une durée de vingt à quarante minutes, permet l'extraction de corps étrangers dans l'œil, la mesure de la tension oculaire, les injections dans l'œil, voire la petite chirurgie de l'œil.
La proxymétacaïne a un effet anesthésique local dix-huit fois plus important que la cocaïne et dix à vingt fois plus important que la procaïne.
Elle est commercialisée sous différents noms de marque : Ophtetic (Allergan), Alcaine (Alcon), Ophtaine (Squibb).